# 2938 Hopi
2938 Hopi è un asteroide della fascia principale. Scoperto nel 1980, presenta un'orbita caratterizzata da un semiasse maggiore pari a 3,1498033 UA e da un'eccentricità di 0,3316695, inclinata di 41,41058° rispetto all'eclittica.